# C/1983 J1 Sugano-Saigusa-Fujikawa
La cometa Sugano-Saigusa-Fujikawa, formalmente indicata come C/1983 J1 (Sugano-Saigusa-Fujikawa) è una cometa non periodica che il 12 giugno 1983 è passata a meno di 9.400.000 km dalla Terra piazzandosi così al 15º posto tra le comete che si sono avvicinate alla Terra negli ultimi duemila anni.

## Sciame meteorico in Andromeda
La piccola MOID ha fatto sì che vari astronomi abbiano ipotizzato l'esistenza di un possibile sciame meteorico generato dalla cometa: questo sciame avrebbe il radiante tra le stelle Upsilon e Omega della costellazione di Andromeda, il suo periodo di attività sarebbe tra il 10 e il 14 giugno, con il picco attorno al 12-13 giugno. Attività meteorica da questo sciame è stata effettivamente osservata tramite radar il 14 giugno 1983 .